# Baron Seaforth

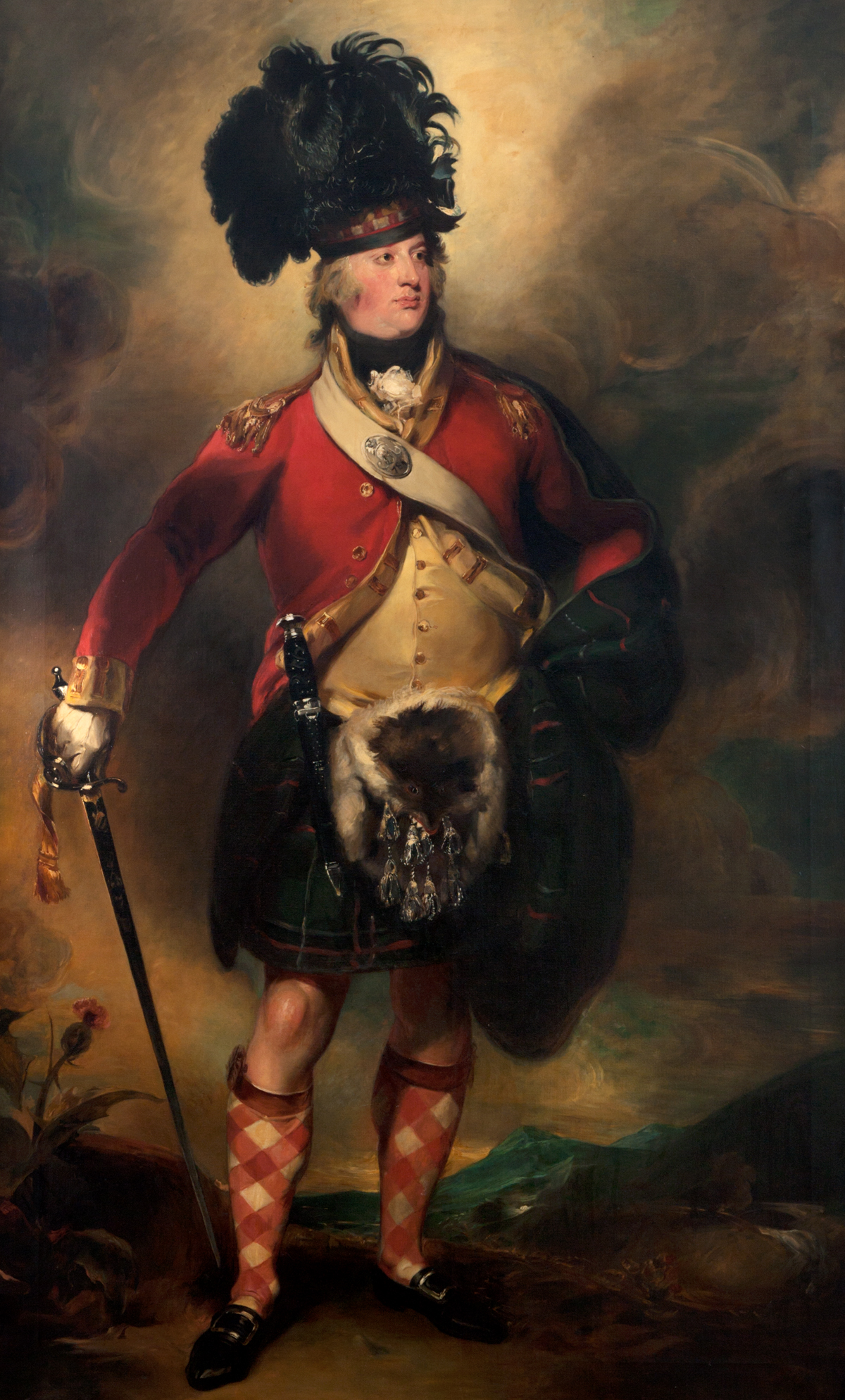
Francis Mackenzie, 1. Baron Seaforth

Baron Seaforth war ein erblicher britischer Adelstitel, der je einmal in der Peerage of Great Britain und der Peerage of the United Kingdom verliehen wurde.

## Verleihung
Erstmals wurde am 26. Oktober 1797 in der Peerage of Great Britain der Titel Baron Seaforth, of Kintail in the County of Ross, für den Militär und ehemaligen Unterhausabgeordneten Francis Mackenzie geschaffen. Er war ein Urenkel des Kenneth Mackenzie, 4. Earl of Seaforth. Da er alle seine vier Söhne überlebte, erlosch der Titel bei seinem Tod am 11. Januar 1815.
Am 19. Januar 1921 wurde in der Peerage of the United Kingdom der Titel Baron Seaforth, of Brahan in Urray in the County of Ross and Cromarty, für den Militär und Politiker James Stewart-Mackenzie neu geschaffen. Dieser war ein Enkel seiner Tochter des Barons erster Verleihung. Der Baron starb kinderlos am 3. März 1923, womit der Titel erlosch.

## Liste der Barone Seaforth

### Barone Seaforth, erste Verleihung (1797)
- Francis Mackenzie, 1. Baron Seaforth (1754–1815)

### Barone Seaforth, zweite Verleihung (1921)
- James Stewart-Mackenzie, 1. Baron Seaforth (1847–1923)